# パオリの戦い
パオリの戦い（英: Battle of Paoli、またはパオリ酒場の戦い 英: Battle of Paoli Tavern、パオリ虐殺 英: Paoli Massacre）は、アメリカ独立戦争中の1777年9月20日に、フィラデルフィア方面作戦の間に現在のペンシルベニア州マルバーン周辺で起きた戦闘である。ブランディワインの戦いとクラウズの戦いで大陸軍が撤退した後、ジョージ・ワシントンはアンソニー・ウェイン准将の指揮で部隊を後に残し、アメリカ側の首都であるフィラデルフィアに迫ろうというイギリス軍の動きを探り、場合によっては攻撃させようとしていた。9月20日の夜、チャールズ・グレイ少将の指揮するイギリス軍部隊が、パオリ酒場近くに宿営していたウェインの部隊を急襲した。アメリカ側の被害は比較的少なくはあったが、イギリス軍が捕虜を採ろうとせず、慈悲も示さなかったとされており、アメリカ側からは「パオリ虐殺」と呼ばれるようになった。

## 背景
1777年9月11日のブランディワインの戦いで大陸軍が敗北した後、ジョージ・ワシントン将軍は2つの行動を採ろうとした。ウィリアム・ハウ中将が指揮するイギリス軍からフィラデルフィアを守ろうと考え、またレディングに保管されていた物資と弾薬で、急速に乏しくなった装備を補う必要性があった。ワシントンはスクーカル川を渡って後退し、フィラデルフィアを抜けて北西部に向かった。スクーカル川はマトソン浅瀬（現在のコンショホッケン）を水源とするかなり上流でのみ渡ることができたので、首都のフィラデルフィアと、川を障壁にした西部の重要補給地域の双方を守ることができるはずだった。しかし負傷兵やその荷物を運ぶための荷車が不足していたために、ワシントンは再考し、再度川を渡って、ブランディワイン以後動きの少なかったイギリス軍と対峙した。その結果9月16日に起きたクラウズの戦いは悪天候のために中断され、ワシントン軍は再びスクーカル川を渡って後退し、後方にはチェスターに"マッド"・アンソニー・ウェイン准将の指揮するペンシルベニア師団を残した。イギリス軍部隊が通り過ぎようとすれば、ウェインはワシントンの命令に従ってその後を追い、その輜重隊の全部あるいは一部を捕まえようとした。
ウェインはその部隊の存在が敵に知られていないと見なし、パオリのイギリス軍前戦近くで宿営した。その師団は第1、第2、第4、第5、第7、第8、第10および第11ペンシルベニア連隊とハートリーの連隊で構成され、さらに砲兵1個中隊と竜騎兵の小部隊が付けられていた。総勢は約1,500名だった。約1マイル (1.6 km) 離れた所にはウィリアム・スモールウッドのメリーランド民兵隊約2,100名が宿営していたが、比較的経験の足りない部隊だった。
イギリス軍はウェインの部隊が地域にいるという噂を耳にし、ハウ将軍が放ったスパイから9月19日にはパオリ酒場近くにいるという報告を受けていた。トレディッフリンに宿営していたイギリス軍からは4マイル (6.4 km) だったので、ハウは即座に、比較的防備の薄いウェインの宿営地を攻撃する作戦を立てた。

## 戦闘
9月20日午後10時、イギリス軍宿営地を出発したイギリス軍指揮官チャールズ・グレイ少将はパオリ酒場近くでウェインの宿営地を急襲した。そこは現在のマルバーンがある所に近かった。グレイの部隊は、第2軽装歩兵連隊、13の連隊からの中隊で構成された1個大隊、さらに第42と第44歩兵連隊で構成されていた。その旅団は総勢約1,200名だった。
アメリカ軍に気づかれないよう、グレイは兵士のマスケット銃から火打石を外させていた。このことから「火打石無し」グレイというあだ名が付いた。
イギリス軍は道案内をさせた地元の鍛冶屋に先導され、森の中から宿営地に近づいたので、急襲は完全な成功だった。第2軽装歩兵連隊を先頭に、その後に第44歩兵連隊と第42歩兵連隊が続くという3波で宿営地を襲った。ウェインの部隊は全く備えが無く、逃走に移り、追跡された。ホワイトホース酒場の近くでは、イギリス軍がスモールウッドの部隊に遭遇したが、これも蹴散らした。
イギリス軍はその被害が戦死4名、負傷7名に過ぎず、それでアメリカ軍1個師団全郡を潰走させた。歴史家のトマス・J・マクガイアは、戦場で53名のアメリカ兵が埋葬されたが、「これはアメリカ軍戦死者の全てであるのか、あるいは宿営地の戦場で見つかった者のみであるのか、不明である」と語っている。地元の伝承では、さらにアメリカ兵8名が殺され、近くのセントピーター・イン・ザ・グレートバレーのイギリス国教会に埋葬されたとしている。71名がイギリス軍の捕虜となり、そのうち40名は重傷だったので、近くの家屋に放置された。戦闘後、ウェイン師団の損失は、戦死、負傷、捕虜合わせて272名とされた。

## 戦闘の後
公式査問によってウェインはこの失敗について無罪とされたが、戦術的な誤りを犯していたとも指摘された。ウェインは怒り、正式な軍法会議を要求した。11月1日、13人の士官で構成された委員会が、ウェインは名誉を持って行動したと宣言した。
この戦闘後、イギリス軍は降伏しようとしたアメリカ兵を刺し殺した、あるいは燃やしたという噂で悪評が立ち、犠牲者は殉教者とされ、戦闘そのものは「パオリ虐殺」と呼ばれるようになった。軍事歴史家のマーク・M・ボートナー3世はこれについて、「アメリカの情報宣伝家が事実とは異なる告発で反イギリス感情を煽り立てることに成功した。すなわちグレイの兵士は慈悲を拒み、降伏しようとした防備の無い愛国者を虐殺したというものである。「慈悲無し」という主張は、イギリス軍が71名を捕虜にしたという事実で否定される。「死体損壊」という主張は、銃剣が厄介な武器であるという事実で説明される」と語っている。
それでもウェインの部隊兵には復讐を誓う者がいた。それに対する反抗心を示すために、イギリス軍第2軽装歩兵の兵士はその帽子の羽を赤く染めたので、アメリカ兵は彼らを識別できるようになったという地元の伝承がある。1833年、第46連隊の軽装歩兵中隊が、正規の緑色の代わりに赤い帽子を被ることを認められた。これは明らかにこの時の記念である。さらに1934年、第49歩兵連隊の伝統を引き継いだロイヤル・バークシャー連隊がその頭に赤い印を付けることを認められたが、これは「ブランディワイン・クリークの戦闘で軽装歩兵中隊の果たした役割を記念するもの」として認められていた。20世紀後半、両連隊の後継部隊が帽子のバッジに赤い裏当てを付けており、それが2006年まで続いたが、この軽装歩兵中隊とロイヤル・グロースター、バークシャー、およびウィルトシャー軽装歩兵連隊は、ライフルズ連隊に吸収された。

## 記念碑
1877年、戦場跡に花崗岩の記念碑が建立された。高さは22.5フィート (6.9 m)、4面全てに刻印がある。マルバーンの公園にあり、1997年には「パオリ戦場跡およびパレード場」としてアメリカ合衆国国家歴史登録財に指定された。その範囲は2つの建物、2つの場所、および5つの対象物が含まれている。すなわち、パオリ戦場跡、パオリ・パレード場、パオリ虐殺記念碑（1817年）、パオリ虐殺オベリスク（1877年）、第一次世界大戦記念碑（1928年）、第二次世界大戦記念碑（1946年頃）、および介抱者の家とガレージ（1922年）である。